# Cristine Prosperi
Cristine Prosperi (Toronto, 7 aprile 1993) è un'attrice canadese.

## Carriera
Debuttò all'età di tre anni in una pubblicità per Unico. Già ballerina e cantante, cominciò a recitare nel 2006 in un cortometraggio, avendo poi un ruolo minore l'anno successivo nel film Your Beautiful Cul de Sac Home e comparendo nel film per la televisione Stir of Echoes: The Homecoming, seguito di Echi mortali. Dopo un ruolo da guest star in The Latest Buzz, nel 2010 fu una delle ballerine del corso intensivo di danza Broadway Bound!.
Nel 2011 diede il volto a Tiara, compagna di classe della protagonista Maddy, in Miss Reality, e alla pansessuale Imogen Moreno in Degrassi: The Next Generation: grazie a questo ruolo, che interpretò dalla stagione 11 alla conclusione della serie nel 2015 con la stagione 14, vinse il premio Best Performance in a TV Series - Leading Young Actress agli Young Artist Award 2012, oltre a conquistare un vasto seguito di fan su Twitter e Instagram, e un generale consenso per aver dato voce alla comunità LGBT. Nel 2012 recitò anche in Totally Amp'd, serie televisiva in dieci episodi sviluppata come applicazione per la Apple, nel ruolo di Aria, e ottenne una parte nel film per la televisione Nicky Deuce, con James Gandolfini, Michael Imperioli, Steve Schirripa, Tony Sirico e Vincent Curatola: il film, tratto dal libro per bambini scritto da Schirripa e Charles Fleming, fu trasmesso su Nickelodeon il 27 maggio 2013.
Nel 2015, Prosperi comparve nella serie di TeenNick Open Heart.

## Filmografia

### Cinema
- For All the Marbles, regia di Kris Booth – cortometraggio (2006)
- Your Beautiful Cul de Sac Home, regia di Cameron Kirkwood (2007)
- Ragazze nel pallone - Sfida mondiale (Bring It On: Worldwide #Cheersmack), regia di Robert Adetuyi (2017)

### Televisione
- Stir of Echoes: The Homecoming, regia di Ernie Barbarash – film TV (2007)
- The Latest Buzz – serie TV, episodio 3x04 (2009)
- My Life Me – serie TV, Episodi 35–52 (2011)
- Degrassi: The Next Generation – serie TV, 132 episodi (2011-2015)
- Degrassi: Minis – serie TV, 4 episodi (2011-2014)
- Miss Reality (Really Me) – serie TV, 12 episodi (2011-2012)
- Totally Amp'd – serie TV, 10 episodi (2011-2012)
- Nicky Deuce, regia di Jonathan A. Rosenbaum – film TV (2013)
- Open Heart – serie TV, 12 episodi (2015)
- Degrassi TV – miniserie TV, episodi 1x03-1x05 (2015)
- We Are Disorderly – serie TV, episodio 1x01 (2015)
- Tradita - Betrayed (His Double Life), regia di Peter Sullivan – film TV (2016)
- Raising Expectations – serie TV, episodio 1x18 (2016)
- 2nd Generation – serie TV, 5 episodi (2016)
- L'ossessione di Jamie (The Wrong Neighbor), regia di Sam Irvin – film TV (2017)
- A Christmas Cruise, regia di David DeCoteau – film TV (2017)
- Un fidanzato pericoloso (Murdered at 17), regia di Curtis Crawford – film TV (2018)
- Un matrimonio per Natale (A Wedding for Christmas), regia di Fred Olen Ray – film TV (2018)
- The Wrong Cheerleader, regia di David DeCoteau – film TV (2019)
- Killer Competition, regia di Andrew Lawrence – film TV (2020)
- Il principe dell'inganno (The Wrong Prince Charming), regia di David DeCoteau – film TV (2021)
- Nine Films About Technology – serie TV, episodio 1x01 (2021)
- L'algoritmo dell'amore (Putting Love to the Test), regia di Christine Conradt – film TV (2022)

## Premi e candidature
- 2012 – Young Artist Award
  - Vinto – Best Performance in a TV Series - Leading Young Actress per Degrassi: The Next Generation[6].

## Doppiatrici italiane
Nelle versioni in italiano dei suoi film, Cristine Prosperi è stata doppiata da:
- Claudia Scarpa in Miss Reality
- Valentina Pallavicino in Nicky Deuce
- Giulia Catania in Tradita - Betrayed
- Lucrezia Marricchi in L'ossessione di Jamie
- Gaia Bolognesi in Ragazze nel pallone - Sfida mondiale